# Карандеевка (Воронежская область)
Карандеевка — посёлок в Бобровском районе Воронежской области.
Входит в состав Никольского сельского поселения.

## Население
| 2000 | 2005 | 2010 |
| ---- | ---- | ---- |
| 74   | ↗92  | ↘50  |